# E96 (trasa europejska)
E96 – trasa europejska pośrednia wschód-zachód, biegnąca przez zachodnią Turcję azjatycką.
E96 zaczyna się w Izmirze) w zachodniej Anatolii, gdzie odbija od trasy europejskiej E87. Biegnie szlakiem drogi krajowej nr 300 przez Usak do Afyon, a następnie drogi krajowej nr 260 do wsi Sivrihisar, gdzie łączy się z trasą E90.
Ogólna długość trasy E96 wynosi około 452 km. Arteria w obecnym przebiegu funkcjonuje od 1985 roku.

## Stary system numeracji
Do 1985 obowiązywał poprzedni system numeracji, według którego oznaczenie E69 dotyczyło pierwotnie trasy Sisak – Zagrzeb – Lendava, która w późniejszych latach miała kilkukrotnie zmieniany przebieg:
- 1958: Rijeka – Zagrzeb – Lendava
- 1966: Rijeka – Zagrzeb – Lendava – Budapeszt – Koszyce

### Drogi w ciągu dawnej E96
Lista dróg opracowana na podstawie materiału źródłowego
| Jugosławia                              | - droga nr 7: Rijeka – Karlovac - autostrada E96: Karlovac – Zagreb - droga nr 7: Zagreb – Varaždin – granica z Węgrami |
| Węgry                                   | - droga nr 7: granica z Jugosławią – Letenye – Nagykanizsa – Balatonkeresztúr – Zamárdi - autostrada M7: Zamárdi – Székesfehérvár – Budapest - droga nr 30: Budapest – Gödöllő – Hatvan - droga nr 3: Hatvan – Gyöngyös – Mezőkövesd – Miskolc – Csobád – Hidasnémeti – granica z Czechosłowacją |
| Czechosłowacka Republika Socjalistyczna | droga nr 68: granica z Węgrami – Košice |